# Chrysochalcissa
Chrysochalcissa is een geslacht van vliesvleugeligen uit de familie Torymidae. De wetenschappelijke naam van dit geslacht is voor het eerst geldig gepubliceerd in 1915 door Girault.

## Soorten
Het geslacht Chrysochalcissa omvat de volgende soorten:
- Chrysochalcissa afra Boucek, 1978
- Chrysochalcissa indica Narendran, 1994
- Chrysochalcissa olivacea Girault, 1915
- Chrysochalcissa oviceps Boucek, 1978
- Chrysochalcissa physomeri Boucek, 1978